# Sole executive agreement

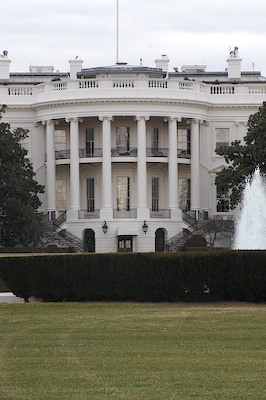
La Maison-Blanche, siège du pouvoir exécutif.

Un sole executive agreement (« accord exécutif simple », qu'on peut aussi traduire comme « accord exclusivement exécutif », ou « seulement exécutif ») désigne une procédure de négociations internationales en droit américain, se distinguant d'une part des traités, d'autre part des congressional-executive agreements (CEA, accords du Congrès et de l'exécutif). Cette distinction est interne au droit américain: pour le droit international, les accords pris selon chacune de ces procédures sont tous des traités. De manière générale, les « accords exécutifs » (élaborés ou non avec le Congrès) ne figurent pas explicitement dans la Constitution, mais ont été autorisés dès 1792 par une loi du Congrès concernant la poste.
Sur le plan interne, ces accords ne sont ni des « traités », validés par le Sénat, ni des « lois », approuvées par le Congrès. La Cour suprême considère néanmoins que, tout comme les traités, ils ont un caractère contraignant à l'égard des États fédérés. Cela a été affirmé, par exemple, dans American Insurance Association v. Garamendi (en) (2003), dans lequel la Cour considérait que l'accord exécutif passé entre le président Bill Clinton et le chancelier allemand Gerhard Schröder, mettant en place un fonds de compensation des victimes de la Shoah, invalidait le Holocaust Victim Insurance Relief Act promulgué par la Californie.
Selon certains juristes, cette procédure serait contraire à la clause de suprématie inscrite dans la Constitution. Celle-ci énonce les trois sources du droit fédéral, à savoir la Constitution, les lois fédérales prises en accord avec celle-ci, et les traités, tous s'imposant aux États fédérés, quelle que soit leur législation interne. 

## Domaines de compétence et Constitution
La Constitution des États-Unis distingue entre les « traités » et les « accords » (agreements and compacts).
L'art. 2 accorde au président le pouvoir de signer un traité avec le « conseil et l'accord » (advice and consent (en)) des 2/3 du Sénat, représentant des États fédérés. On parle de clause du Traité (en) (Treaty Clause), dans la mesure où les Pères fondateurs refusaient, au nom de l'équilibre des pouvoirs et du système checks and balances, d'accorder à un seul organe du gouvernement le pouvoir de contracter des traités avec d'autres puissances. En outre, le pouvoir accordé au Sénat permet aux États fédérés de faire valoir leur point de vue, leur accordant ainsi un droit de regard limité sur la conduite des relations internationales.
Les agreements and compacts concernent d'une part les accords internationaux signés par des États fédérés (art. 1, §10), et d'autre part ont été compris de façon à inclure les accords exécutifs, qu'ils aient été adoptés avec une simple majorité du Congrès (congressional-executive agreement, CEA, ou plus précisément ex post congressional-executive agreements) ou sans la consultation de celui-ci (sole-executive agreement). 
Dans le premier cas, l'accord fait l'objet d'une loi votée par le Congrès, et s'impose donc aux États fédérés. Certains commentateurs, comme Bruce Ackerman et David Golove, considèrent que les CEA ont acquis la même valeur que les traités ratifiés par le Sénat, d'autres pensent au contraire qu'ils possèdent une valeur inférieure.
Dans le second cas, le président a le pouvoir de contracter un engagement international, ayant valeur de traité sur le plan international, en se passant de tout vote dans l'une ou l'autre des Chambres du Congrès. L'accord est valide même en cas d'absence de signature présidentielle. La question de la prééminence de ces « accords exécutifs simples » à l'égard du droit interne des États fédérés fait l'objet de débats. 
Le président n'a ce pouvoir que dans les domaines relevant de son autorité, ou si le Congrès lui a octroyé un mandat de négociations exclusives concernant certains domaines précis. Le président a ainsi le droit d'utiliser cette procédure exécutive dans les domaines concernant: 
- la politique étrangère;
- en tant que commandant-en-chef des forces armées (par exemple l'accord d'échange de prisonniers signés par le président James Madison avec le Royaume-Uni lors de la guerre de 1812[2]);
- grâce à une loi antérieure votée par le Congrès (on parle alors d'ex ante congressional-executive agreements [3]) ;
- en s'appuyant sur un traité antérieur.

## Histoire

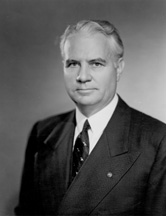
Le sénateur républicain de l'Ohio John Bricker, à l'initiative du projet d'amendement Bricker visant à limiter les pouvoirs présidentiels en matière de politique étrangère.

Marginale au XIXe siècle, la pratique des accords exécutifs a augmenté de façon importante après la Seconde Guerre mondiale. Ainsi, durant les 50 premières années de l'histoire des États-Unis, seuls 27 accords exécutifs ont été passés, en y incluant ceux qui auraient été passés avec l'accord du Congrès (majorité simple) . En revanche, il y a eu près de 15 000 « accords exécutifs simples » les 50 dernières années.
La Cour suprême a reconnu dès les années 1930 la validité des accords exécutifs passés par le Président sans l'accord du Sénat. Ainsi, dans United States v. Belmont (1937), la Cour a confirmé la validité de l'accord signé entre le président Roosevelt et le ministre des Affaires étrangères de l'URSS Maxime Litvinov, en 1933, visant à pacifier les relations entre les deux États. Dans United States v. Pink (1942), la Cour a de nouveau considéré que le président avait le pouvoir non seulement de reconnaître le gouvernement représentatif d'une puissance, mais aussi de suivre la politique appropriée permettant cette reconnaissance, y compris afin de mettre fin à des conflits concernant la nationalisation de biens par l'URSS.
Historiquement, en raison de l'immunité diplomatique des souverains étrangers, le président a ainsi pris l'habitude de régler les différends impliquant des personnes privées et des États étrangers à l'aide d'accords exécutifs. L'immunité des souverains étrangers fut cependant annulée par une loi de 1976, ce qui a conduit certains juristes à remettre en cause la pertinence de ce dispositif lorsqu'il est utilisé pour régler des litiges opposant des personnes privées à des puissances étrangères.
Certains accords ont cependant été rejetés. Ainsi, dans United States v. Guy W. Capps, Inc. (1952), la Cour a considéré qu'un accord exécutif passé avec le Canada concernant l'exportation des pommes de terre contredisait des lois américaines et était donc invalide. En 1953-54, le Sénat examina le projet d'amendement Bricker, visant à limiter fortement les pouvoirs du président, notamment en matière d'accords exécutifs. Celui-ci fut rejeté d'une voix au Sénat.

### L'ACTA: la propriété intellectuelle fait-elle partie du domaine exclusif de compétences du président?
Les États-Unis négocient actuellement l'Accord commercial anti-contrefaçon (ACTA) selon cette procédure. Or, fin octobre 2010, 75 professeurs de droit ont critiqué par une lettre ouverte cette procédure, affirmant que l'exécutif outrepassait ses droits, la procédure de sole executive agreement étant limitée à certains domaines dont la propriété intellectuelle ne fait pas partie.